# ひむか神話街道
ひむか神話街道（ひむかしんわかいどう、HIMUKA MYTH ROAD）は、日本の宮崎県にある広域観光ルート。西臼杵郡高千穂町の天岩戸神社を起点に宮崎県内各地を通過し、西諸県郡高原町の皇子原公園で終点となる。総延長はおよそ300キロメートル。指定路線の関係上、一部熊本県を通過する区間がある。

## 概要
沿線には天孫降臨や日本書紀、古事記にまつわる神話や平家落人伝説の舞台となる場所があり、神楽などの伝統芸能などが残されている。
「ひむか歴史ロマン街道形成構想」内のプロジェクト「広域歴史ルートの設定」で掲げられた8ルートのひとつである「神話・伝説の道」が基となっており、モデルルートとして2003年6月8日に全線開通・供用した。

## 通過市町村
カッコ内の自治体名は2003年の開通当時のもの。
- 高千穂町
- 五ヶ瀬町
- 熊本県山都町（旧蘇陽町）
- 椎葉村
- 美郷町（旧南郷村）
- 木城町
- 西都市
- 宮崎市（旧佐土原町）
- 宮崎市
- 日南市（旧市、旧北郷町）
- 宮崎市（旧田野町）
- 都城市（旧山之口町・高城町・高崎町）
- 高原町

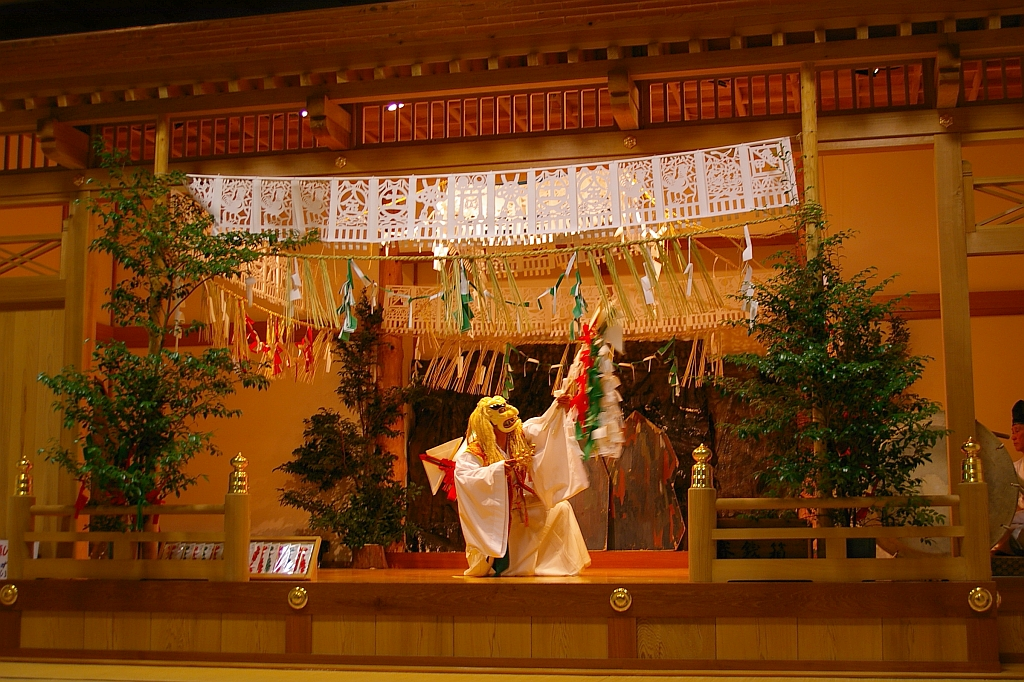
高千穂神社の夜神楽（高千穂町）
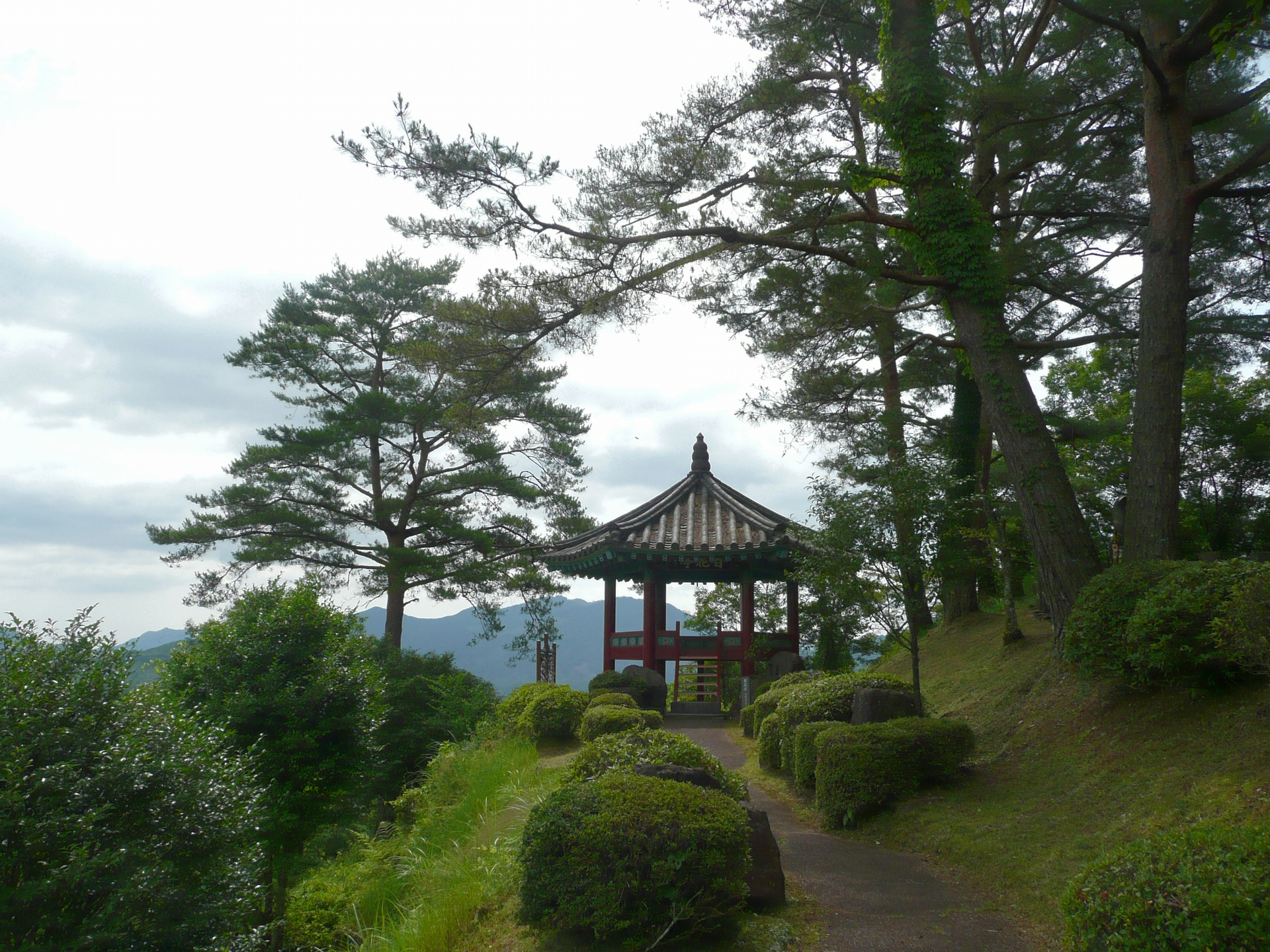
百花亭（美郷町南郷区）
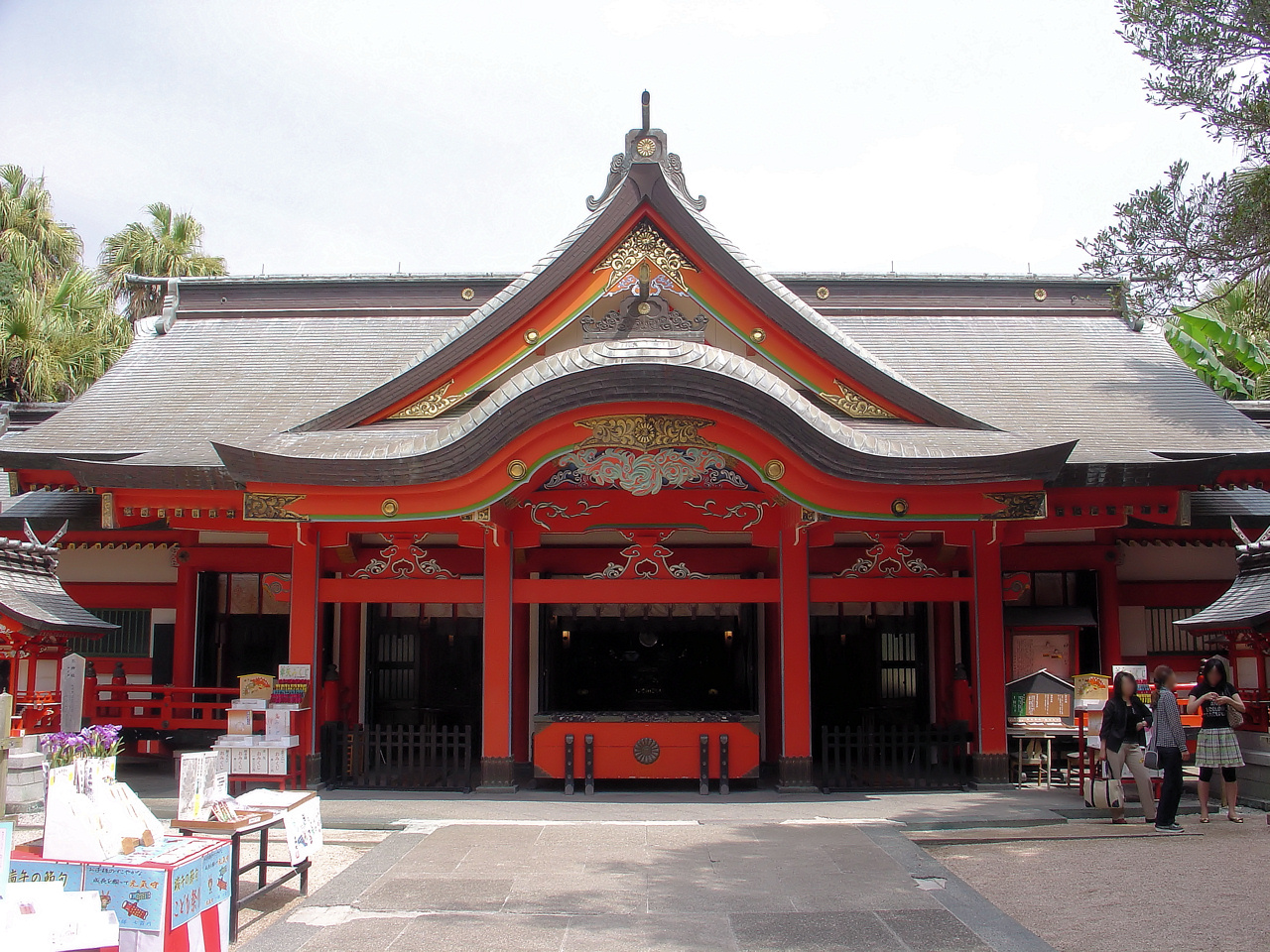
青島神社（宮崎市）
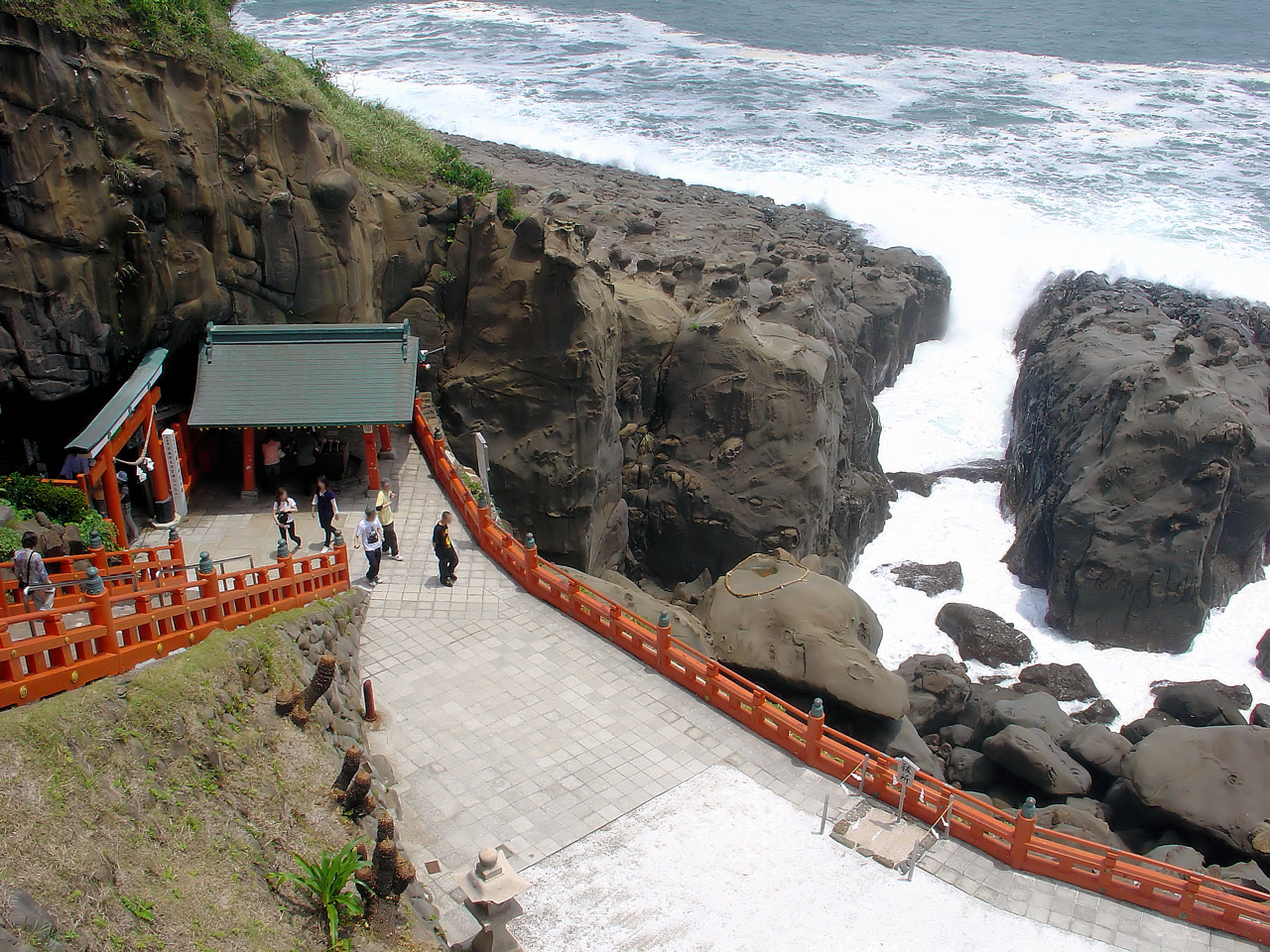
鵜戸神宮（日南市）

## 主な路線
一般国道・主要地方道のみ掲載した。詳細はみやざき観光コンベンション協会ホームページ内のマップを参照。最後の開通区間となった『ふるさと林道中山・夜狩内線』など椎葉村 - 西都市間は大型バスの通行が不可能。「中山・夜狩内線」はトンネル部分を除いて幅員が3.4メートルしかなく、国道388号の区間は大型バスでなくても離合ができない。
- 県道7号緒方高千穂線（高千穂町）
- 国道218号（高千穂町 - 山都町）
- 国道265号（山都町 - 椎葉村）
- 国道388号（椎葉村 - 美郷町）
- 県道39号西都南郷線（美郷町）
- 国道219号（西都市 - 宮崎市）
- 国道10号佐土原バイパス（宮崎市）
- 一ツ葉道路（宮崎市）
- 国道220号（宮崎市 - 日南市）
- 国道222号（日南市）
- 県道28号日南高岡線（日南市 - 宮崎市）
- 国道269号（宮崎市 - 都城市）
- 県道47号三股高城線（都城市）
- 国道10号（都城市）
- 県道42号都城野尻線（都城市）
- 国道223号（高原町）

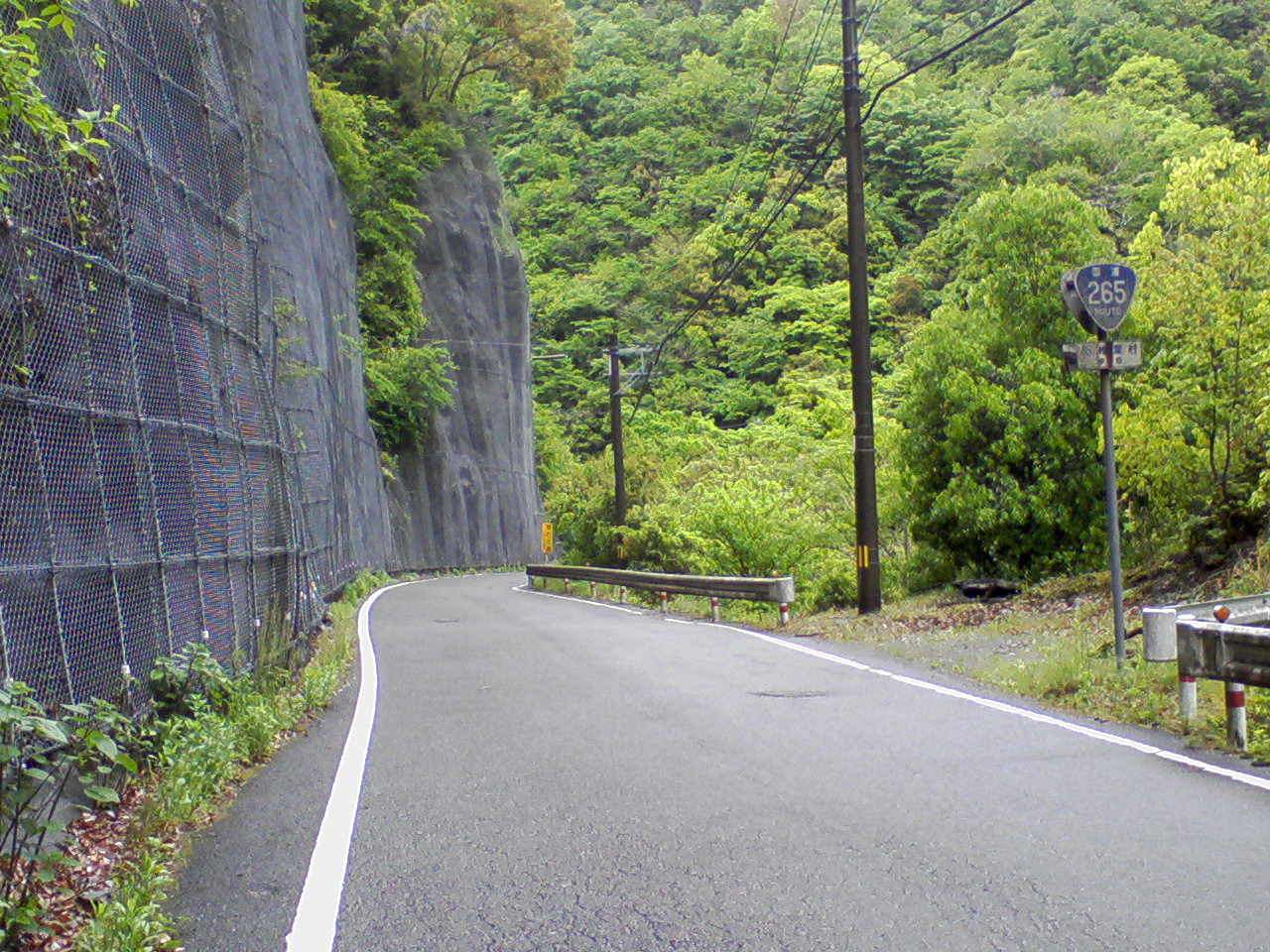
椎葉村仲塔（国道265号）
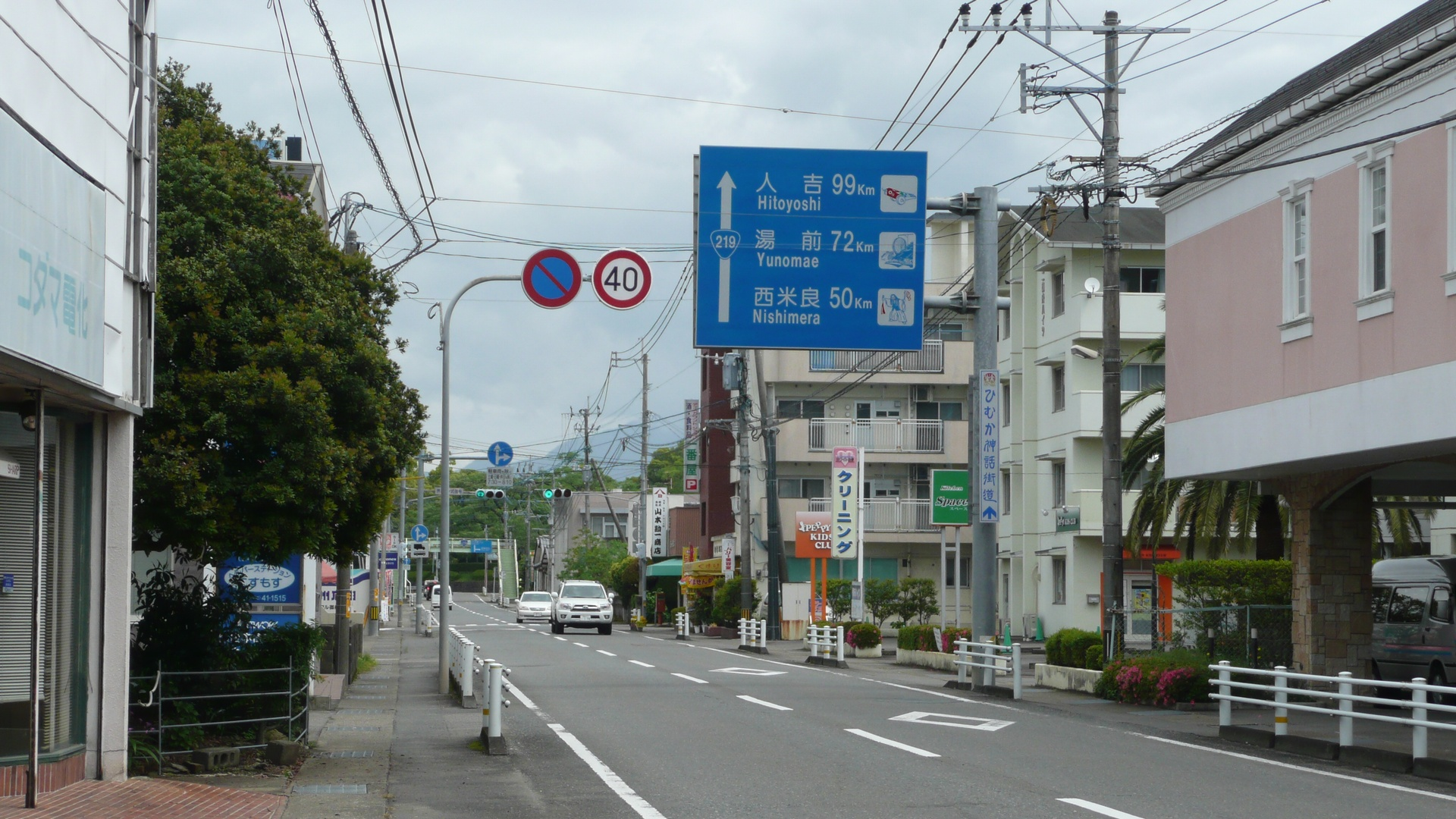
西都市中心部（国道219号）
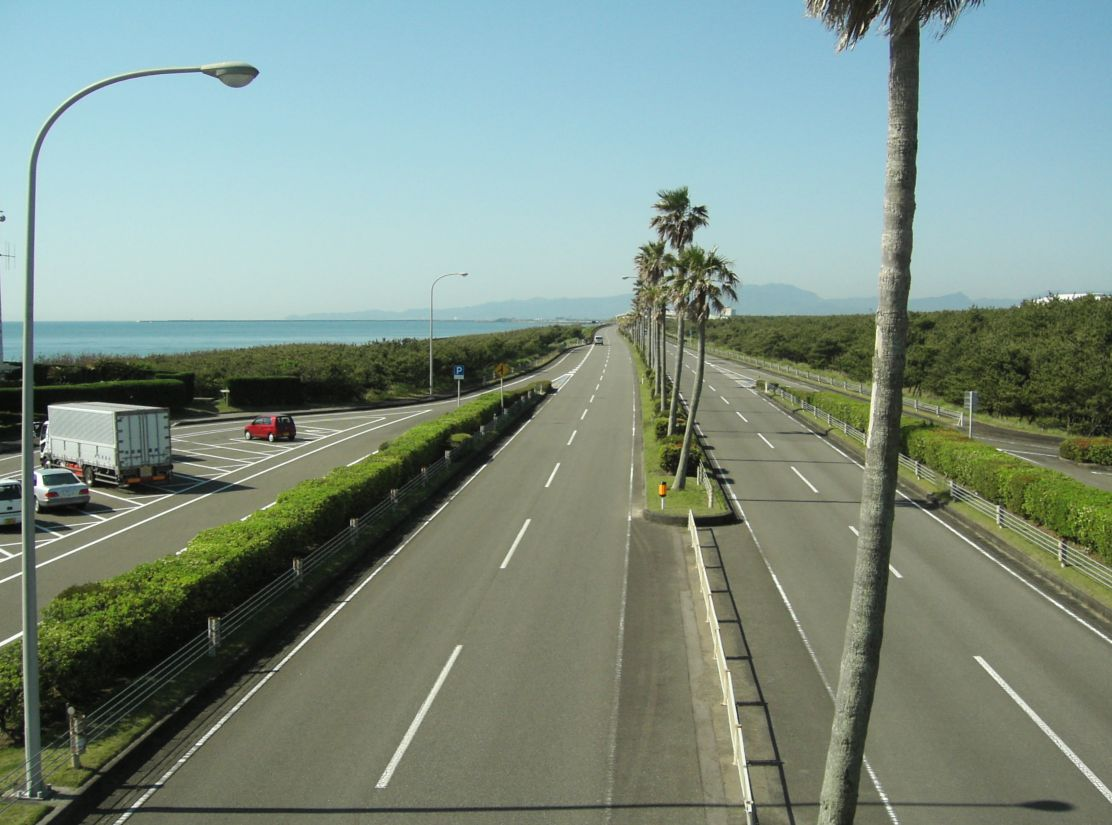
一ツ葉道路
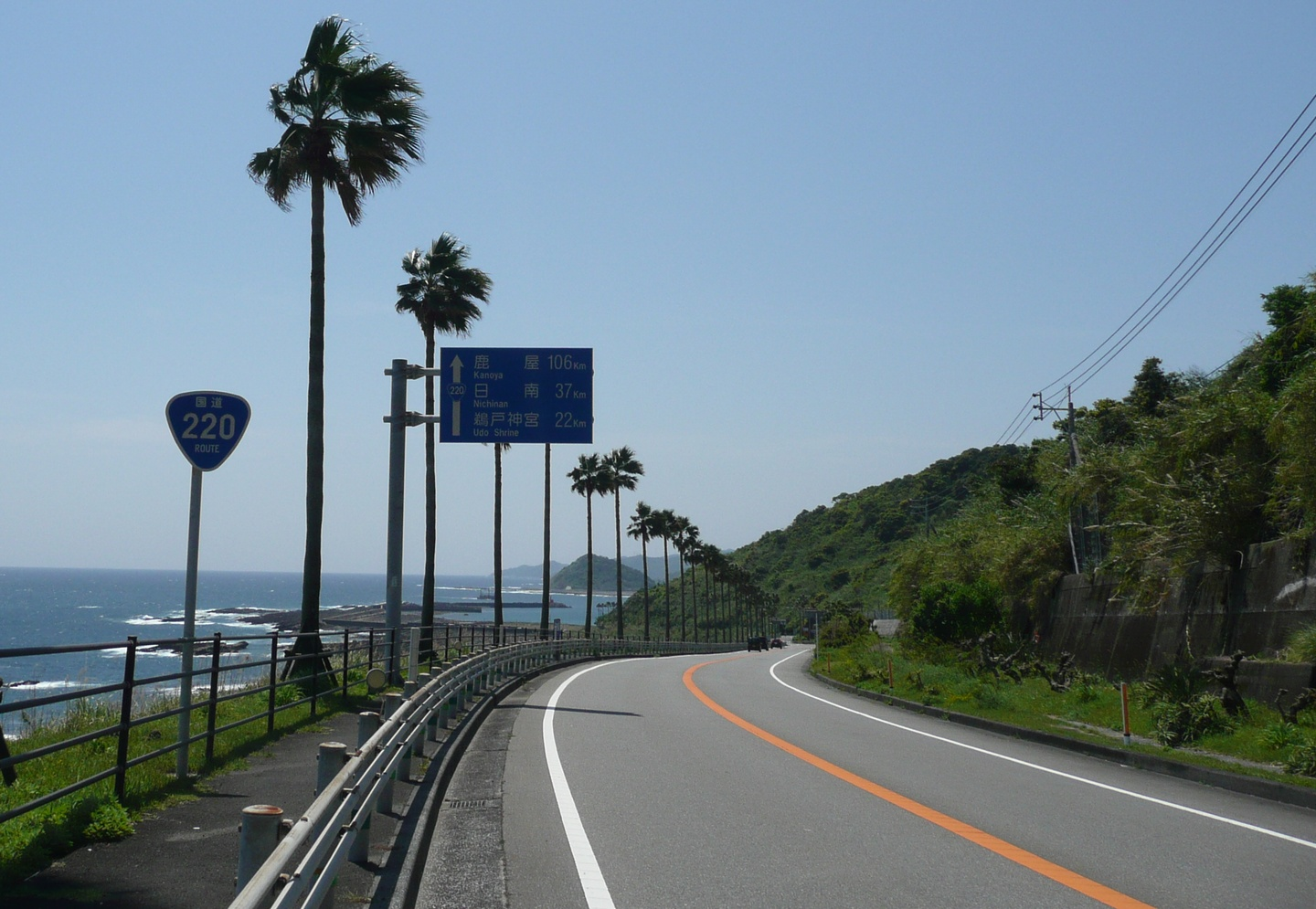
宮崎市内海（国道220号旧道）

## 経緯
1990年10月「日本の針路ラリーin宮崎」（松下政経塾主催・宮崎コンベンションビューロー後援、宮崎厚生年金会館）にて、松下政経塾8期生で宮崎県出身の田丸拓也が塾時代宮崎の観光のあり方を研究した成果を「宮崎神話街道構想」としてはじめて発表。注目をあびる。それは、大規模施設に依存することのない観光開発であり、具体的には神話の里を結び、街道を整備し、物語性のある周遊型、長期計画にもとづく観光開発である。「宮崎神話街道」構想を県・市・県民に提言を行った。
1999年4月に国が掲げた「生活空間倍増プラン」の地域戦略プランを受けて、宮崎県は広域観光ルートの設定を決定。2ヶ年計画で「ひむか歴史ロマン街道形成調査事業」を実施した。
2001年3月に調査結果をふまえて「ひむか歴史ロマン街道形成構想」を策定した。宮崎県内の各所を8種類のテーマに基づき「歴史交流ゾーン」として分類し、各ゾーンを結ぶ8種類のルートを設定した。
歴史交流ゾーン
カッコ内の自治体名は現在のもの。
- 延岡七万石ゾーン（延岡市）

延岡藩を題材に江戸時代の文化を体感することを目的とする。延岡城や水郷の街として知られた城下町を中心とする。
- 神話・伝説ゾーン（日之影町・高千穂町・五ヶ瀬町・椎葉村・諸塚村・美郷町南郷区）

天孫降臨などを題材に「日本のふるさと」を体感することを目的とする。
- 美々川歴史文化ゾーン（日向市・門川町・美郷町北郷区・西郷区）

耳川の河口部の街、美々津などを題材に「心の安らぎ」を体感することを目的とする。
- 古代ロマンゾーン（西都市・高鍋町・新富町・西米良村・木城町・川南町・都農町）

西都原古墳群などを題材に、ロマンなどを体感することを目的とする。

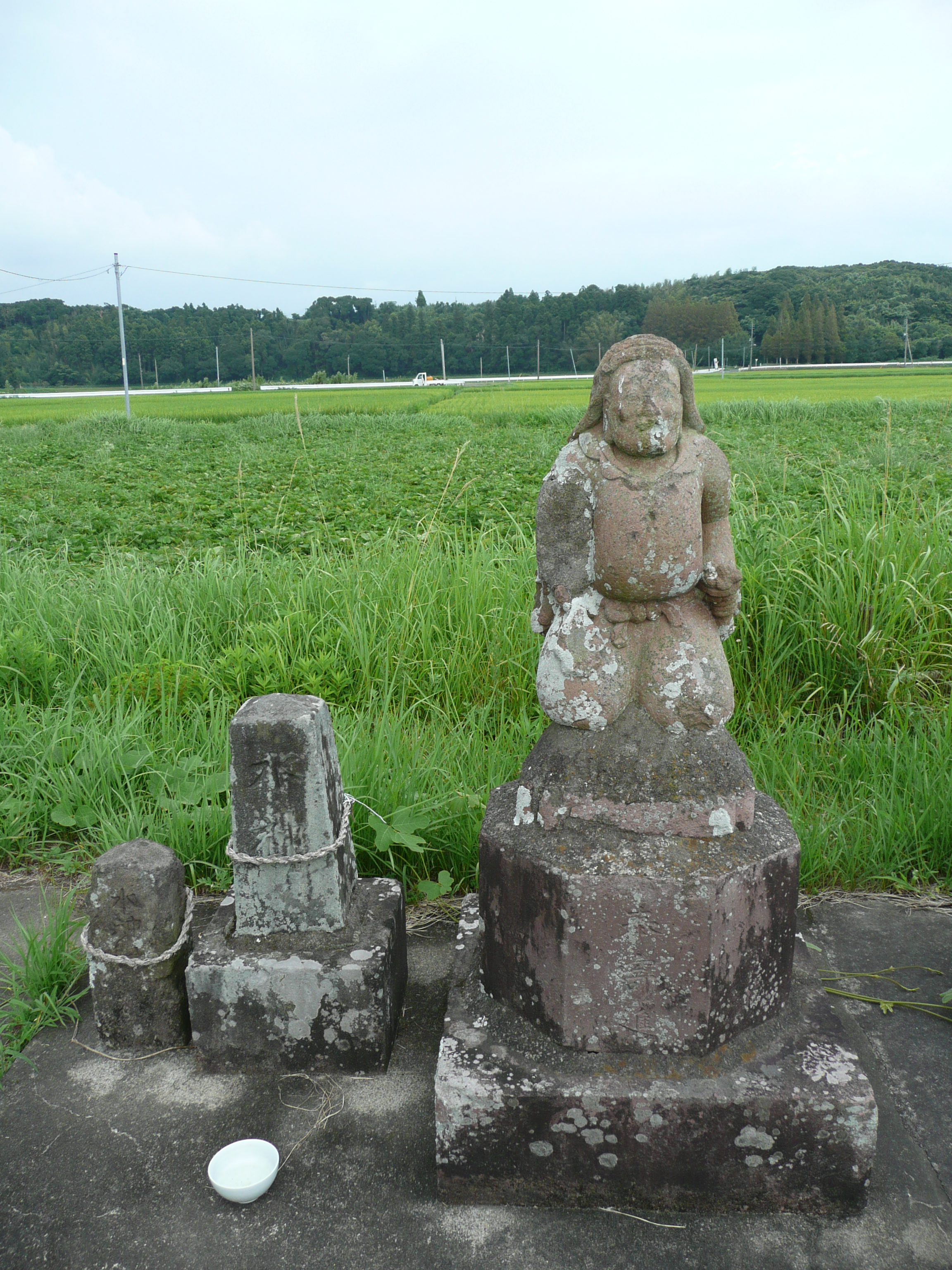
田の神さあ（画像は鹿児島県内のもの）

- 田の神さあゾーン（小林市・えびの市・高原町）

宮崎県諸県地方と鹿児島県本土に点在する田の神の偶像『田の神さあ』（たのかんさあ）などを題材に、霧島山麓の大地の恵みを体感することを目的とする。
- 島津荘ゾーン（都城市・三股町）

島津家の基となった島津荘（しまづのそう）の発祥地として、薩摩藩独自の歴史ある史跡・風俗を体感することを目的とする。
- 宮崎五藩漫遊ゾーン（宮崎市・国富町・綾町）

江戸時代、大淀川の河口部は延岡藩・佐土原藩・薩摩藩・飫肥藩・高鍋藩の領地が点在していた。ここから各藩の文化が混在することを基に、多種多様な文化の再認知を目的とする。
- 江戸街道ゾーン（日南市・串間市）

飫肥城やその城下町、飫肥に至る街道などを題材に、かつての人の往来を体感することを目的とする。
広域歴史ルート
- 海神の道

宮崎県内の海岸線を南下する路線。国道10号や国道220号など、整備済みの道路が最大限活用できたことが利点であった。
- 明治大正ロマンの道

宮崎県北部の中央部を縦断する。
- 神話・伝説の道

宮崎県内の各所を直線的に周遊する路線。特に椎葉村 - 西都市の区間の整備が重点項目とされた。
- 山里神楽の道

起点からは神話・伝説の道とやや重複するが、椎葉村以南は国道265号を活用する点が異なる。
- 天孫降臨の道

北ルートと南ルートに分かれる。北ルートは国道218号が中心。それぞれ熊本県と鹿児島県への接続路線としての活用も示唆されていた。
- 百済王伝説の道

宮崎県の中央部を横断するかたちとなる路線。
- 島津文化の道

宮崎県南部を横断する路線。宮崎市高岡町からは分岐し、諸県地方を周遊するかたちとなる。
- 飫肥の道

かつての飫肥街道（県道27号宮崎北郷線など）と志布志街道（県道3号日南志布志線など）を中心とした路線。
2002年2月にはこの中から「神話・伝説の道」をモデルルートとして決定。同年10月に公募により愛称を「ひむか神話街道」と決定し、2003年6月に全線開通となった。

## 参考資料
- 開通迫る「ひむか神話街道」 宮崎日日新聞、2003年4月10日。上杉光弘公式サイト内。